# Hannie Singer-Dekker
Hannie Singer-Dekker (Den Haag, 1 oktober 1917 – Haren (Gr.), 4 april 2007) was een Nederlands politicus en hoogleraar. Namens de Partij van de Arbeid maakte ze van 1963 tot 1970 deel uit van de Tweede Kamer der Staten-Generaal. Later was ze onder meer hoogleraar strafrecht in Groningen.

## Levensloop
Singer-Dekker studeerde rechten aan de Rijksuniversiteit Leiden. Als juriste was ze vlak na de Tweede Wereldoorlog kort werkzaam bij Centraal Beheer. In 1947 trad ze als hoofd bureau arbeidsrecht in dienst bij het NVV en in 1952 als sociaal-juridisch medewerker bij dagblad Het Parool.
In 1963 kwam ze in de Tweede Kamer. Singer-Dekker hield zich vooral bezig met justitie en sociale zaken. Ze was een pleitbezorgster van gelijke rechten voor de vrouw, van modernisering van het echtscheidingsrecht en van gelijkstelling van crematie en begraven. In deze periode was ze tevens voorzitter vrouwenbond van de PvdA en actief in het Humanistisch Verbond en de NVSH.
Nadat ze in 1970 de Kamer verliet, werd ze wetenschappelijk hoofdmedewerker aan de Katholieke Universiteit Nijmegen. In 1977 verbond ze zich als lector strafrecht en strafprocesrecht aan de Rijksuniversiteit Groningen. Na haar promotie in 1980 werd ze hoogleraar aan deze universiteit. In 1984 ging ze met emeritaat. Hannie Singer-Dekker overleed op 89-jarige leeftijd.

## Persoonlijk
Ze was sinds 1951 gehuwd met Klaas Singer, een leraar Frans.

## Publicaties
- Justitiële documentatie en de verklaring omtrent het gedrag (1976)
- Strafrecht toepassing tussen welzijn en gerechtigheid (inaugurele rede, 1978)
- Justitiële documentatie en antecedentenonderzoek (dissertatie, 1980)
- Op zoek naar evenwicht (1984)
- Dienstverlening. Monografiën strafrecht 4 (1984)
- Reclassering en parlement (1989)

- Biografisch Portaal: 34370025
- International Standard Name Identifier: 0000 0000 2461 7866
- Library of Congress Control Number: n80102153
- Nederlandse Thesaurus van Auteursnamen: 068294190
- Parlement.com: vg09ll8gthyj
- Virtual International Authority File: 28377170
- WorldCat: E39PBJpPxrDrh8HhWM6RGCm68C